# 克羅溫卡
49°20′7″N 25°41′8″E / 49.33528°N 25.68556°E

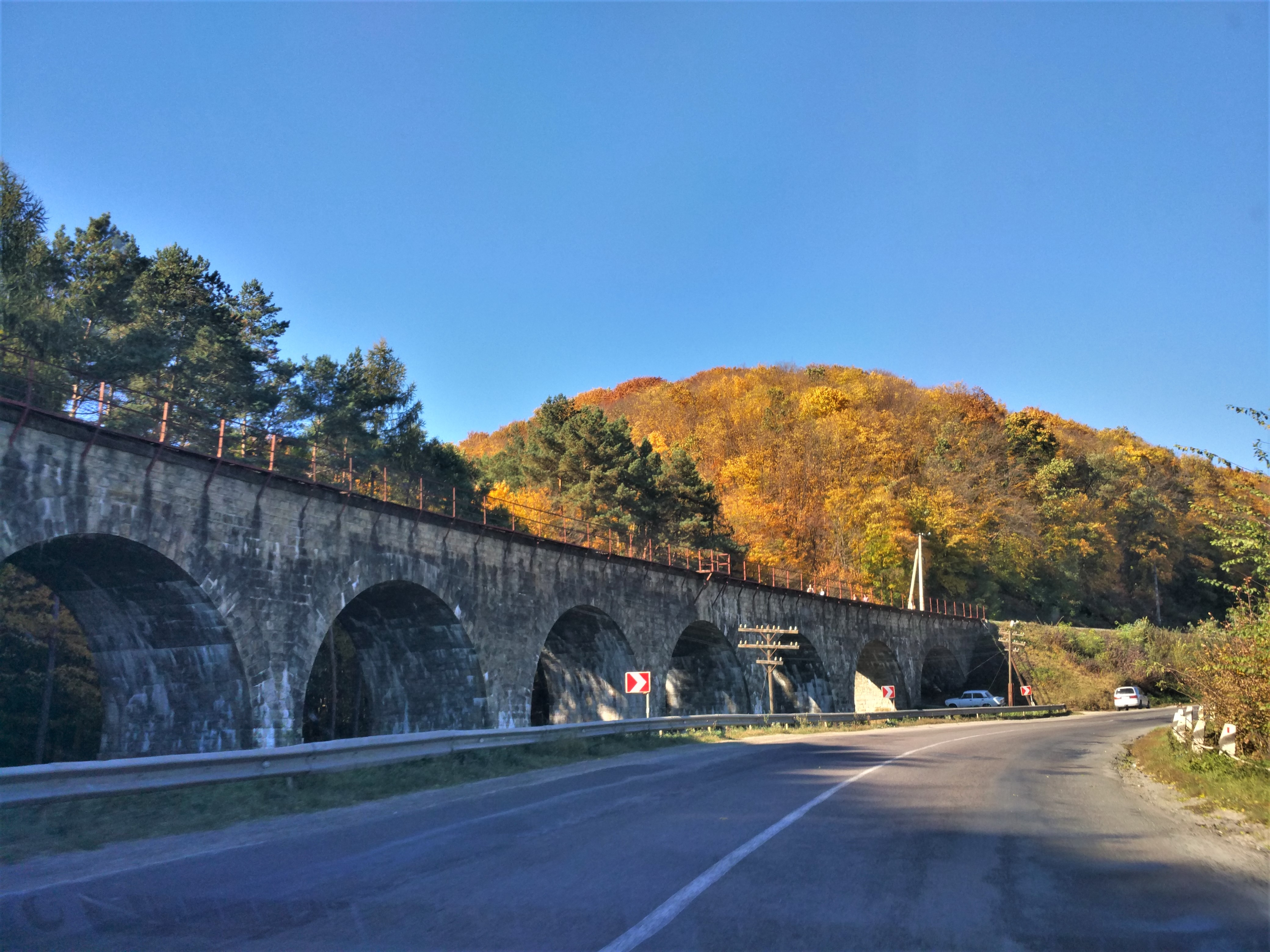

克羅溫卡（烏克蘭語：Кровинка）是位於烏克蘭西部特諾皮爾州裏特諾皮爾區的村莊，始建於1443年，面積2.54平方公里，海拔高度261米，2021年人口1,323，人口密度每平方公里560.2人。